# Drama internetowa
Drama internetowa (z ang. drama - "dramat; spektakl; serial; ludzka tragedia", od gr. dráō; drâma - „działanie, akcja”) – afera w społeczności internetowej, sferze e-commerce i marketingu lub świecie showbiznesu; konflikt między influencerami, twórcami internetowymi, fakt medialnynagłośniony w infosferze massmediów wirtualnych, mediów społecznościowych i innych popularnych serwisów multimedialnych. 
Zdarzenie określane w Internecie oraz innych mediach jako drama często wiąże się z działaniami w przestrzeni wirtualnej lub realnej (IRL) wiążącymi się z naruszaniem norm relacji międzyludzkich, etyki mediów, a czasem także przepisów prawa.
Termin języka młodzieżowego, socjolektu internetowego, znaczeniowo zbliżony do innego pojęcia ze slangu młodzieżowego - inba w sieci. Nie mylić z innymi aktywnościami i treściami obecnymi w sferze internetowej, jednak o charakterze typowo rozrywkowym lub edukacyjnym - por. rozgrywane sieciowo gry typu drama, metodę dramy-online oraz seriale i filmy w zasobach webowych.
Najsłynniejszą dramą w historii polskiego Internetu, która wyszła daleko poza "bańkę" infosfery internetowej i nabrała rozgłosu w szerokich kręgach społecznych, była ujawniona w październiku 2023 roku afera Pandora Gate.